# Prémčand
Prémčand (hindsky प्रेमचंद, vlastním jménem Dhanpat Ráj) (31. července 1880 – 8. října 1936) byl jedním z nejvýznamnějších hindských a urdských spisovatelů 20. století.
Prémčand se narodil v rolnické rodině ve vesnici Lamhí u Váránasí a venkovské prostředí ovlivnilo jeho celoživotní tvorbu. Jeho rodiče brzy zemřeli a Prémčand byl ve svých patnácti letech oženěn se starší dívkou. Působil nejprve jako školní učitel, posléze jako inspektor.
Psát začal urdsky pod jménem Naváb Ráj, pseudonym Prémčand začal používat až poté, co byla jeho první sbírka povídek Utrpení vlasti (Soz-e vatan) v roce 1908 zakázána. Jeho tvorba je typická jednoduchým hovorovým jazykem, na rozdíl od ostatních soudobých hindských spisovatelů se úmyslně vyhýbá používání sanskrtismů. Uvádí se jako autor více než 400 povídek a 11 románů. Ve většině svého díla silně kritizuje bráhmanskou ortodoxii a vystupuje proti náboženským třenicím mezi muslimy a hinduisty. Jako stoupenec Gándhího také apeloval na indické vlastenecké cítění.

## Spisy

### Nejznámější povídky
- Paňč paraméšvar (पंच परमेश्वर پںچ پرمیشور) (Soudce nejvyšší bůh, 1916) - idealistické líčení soužití hinduistů a muslimů na vesnici
- Ídgáh (ईदगाह اِیدگاہ)
- Našá (नशा نشا)
- Šatrandž ke khilárí ( शतरंज के ख़िलाडी شترںج کے خِلاڈی) (Šachisté) - zatímco britská vojska dobývají město Lakhnaú, dva urození muslimové se pohádají a navzájem zabijí kvůli šachové partii
- Pús kí rát (पूस की रात پُوس کی رات) (Lednová noc)
- Átmárám (आत्माराम آتمارام)
- Búrhí kákí (बूढी काकी بُوڈھی کاکی) (Stará teta)
- Baré Bháísáhab (बडे भाईसाब بڈے بھائیساب) (Starší bratr)
- Baré ghar kí bétí (बडे घर की बेटी بڈے گھر کی بیٹی) (Dcera z velkého domu)
- Kafan (कफ़न کفن) (Rubáš) - chudí nedotýkatelní alkoholici si půjčí peníze na pohřební rubáš pro zemřelou ženu, ale nakonec je všechny propijí
- Dikri ké Rupai (दिक्रि के रुपै دِکرِ کے رُپے)
- Udhar kí gharí (उधार की घडी اُدھار کی گھڈی)
- Namak ká darógá (नमक का दरोगा نمک کا دروگا)
- Páňč phúl (पाँच फूल) (Pět květin)
- Prém púrnimá (प्रेम पूर्णिमा)
- Rám kathá (राम कथा)

### Romány
- Gaban (गबन) (Zpronevěra)
- Sevásadan (Příbytek služby) - hlavní hrdinkou prostitutka, která se vypracovala k vysokému postavení
- Gódán (गोदान) (Darování krávy, česky vyšel pod nepřesným názvem Oběť) - považován za nejlepší hindský román
- Karmabhúmi (कर्मभूमि) (Pole činu, 1932) - vlastenecky zaměřený
- Kájákalp (कायाकल्प) (Omládnutí/Převtělení)
- Manórmá (मनोरमा)
- Mangalsútra (मंगलसूत्र)
- Nirmala (निर्मला) - osud dívky provdané za mnohem staršího muže
- Pratigjá (प्रतिज्ञा)
- Prémášram (प्रेमाश्रम) (Útulek lásky) - jeden z prvních vesnických románů
- Rangbhúmi (रंगभूमि)
- Vardán (वरदान) (Splněné přání, 1912)

### Divadelní hry
- Karbalá (कर्बला)